# Watford
Watford este un oraș și un district ne-metropolitan din Regatul Unit, situat în comitatul Hertfordshire, în regiunea East, Anglia.